# Nikolai Wassiljewitsch Bogdanowski

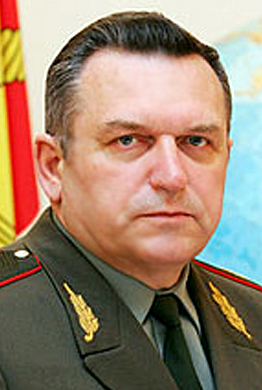
Nikolai Bogdanowski (2009)

Nikolai Wassiljewitsch Bogdanowski (russisch Николай Васильевич Богдановский; * 17. Januar 1957 im Dorf Predgorny, Rajon Bijsk, Region Altai) ist ein sowjetischer und russischer Militär. Er war von 2012 bis 2014 Kommandeur der Streitkräfte des Zentralen Militärbezirks. Ab Juni 2014 wurde der Generaloberst zum 1. Stellvertreter des Generalstabes der Streitkräfte der Russischen Föderation berufen.

## Leben
Bogdanowski besuchte von 1972 bis 1974 die Suworow-Militärschule in Swerdlowsk und von 1974 bis 1978 die Allgemeine Höhere Kommandeursschule in Moskau. Er begann seine Karriere als Kommandeur eines Aufklärungszuges und diente anschließend als Kompaniechef, Stabschef eines Motorschützenbataillons, von 1978 bis 1984 als Kommandeur eines Panzerbataillons der Südgruppe der Sowjetarmee, Stabschef eines Befestigten Raumes sowie Kommandeur eines Motorschützenregimentes. Nach Absolvieren der Frunse-Militärakademie (1984–1987) wurde er Stabschef einer Motorschützendivision (1987–1994).
Von 1994 bis 1996 besuchte er die Militärakademie des Generalstabes der Russischen Streitkräfte und fand daraufhin als Chef des 392. Pazifischen Trainingszentrums für Spezialisten der Mechanisierten Infanterie, Stabschef und Kommandeur der 35. Armee (1996–2006) und Stellvertreter des Kommandeurs der Streitkräfte des Militärbezirks Fernost (Juni 2006–Januar 2008) Verwendung.
Der Chef des Hauptstabes der russischen Landstreitkräfte und 1. Stellvertreter des Oberkommandierenden der Landstreitkräfte (Januar 2008–März 2009) war am 12. Dezember 2004 zum Generalleutnant befördert worden. Vom 24. März 2009 bis 9. Januar 2011 kommandierte er die Streitkräfte des Leningrader Militärbezirks. Bogdanowski wurde am 13. Dezember 2012 zum Generaloberst befördert und auf Erlass des Präsidenten der Russischen Föderation vom 24. Dezember 2012 von seinen Pflichten als Stellvertreter des Oberkommandierenden der Landstreitkräfte und Zuständiger für Ausbildungsfragen entbunden. Er übernahm bis zum 12. Juni 2014 das Kommando über die Truppen des Zentralen Militärbezirks und wurde anschließend 1. Stellvertreter des Generalstabschefs der Streitkräfte der Russischen Föderation.
Bogdanowski wurde im September 2014 im Zusammenhang mit der völkerrechtswidrigen Annexion der Krim 2014 durch Russland auf die kanadische Sanktionsliste gesetzt.

## Auszeichnungen
- Ehrenzeichen der Sowjetunion
- Tapferkeitsorden
- Orden für Militärische Verdienste
- weitere Medaillen